# Маере
Маере (словац. Majere) — село и одноимённая община в районе Кежмарок Прешовского края Словакии. В письменных источниках начинает упоминаться с 1568 года.

## География
Село расположено в западной части края, в пределах горного массива Спишска-Магура, на правом берегу реки Дунаец, вблизи государственной границы с Польшей, при автодороге 543. Абсолютная высота — 464 метра над уровнем моря. Площадь муниципалитета составляет 1,33 км².

## Население
| Год:                | 1994 | 2004    | 2014     | 2024     |
| ------------------- | ---- | ------- | -------- | -------- |
| Количество человек: | 81   | 83      | 98       | 130      |
| Разница:            |      | +2,46 % | +18,07 % | +32,65 % |

По данным последней официальной переписи 2011 года, численность населения Маере составляла 90 человек.
Национальный состав населения (по данным переписи населения 2011 года):
| Национальность | Численность, человек |
| -------------- | -------------------- |
| словаки        | 83                   |
| поляки         | 2                    |
| не указана     | 3                    |